# 庫格倫峰
庫格倫峰（英語：Coughran Peak），是南極洲的山峰，位於羅斯島的凱爾山，處於加德雷爾嶺東端，海拔高度1,700米，由美國南極名稱諮詢委員命名，現時由南極條約體系管理。